# Charles FitzGerald (książę)
Charles William FitzGerald (ur. 30 marca 1819 w Dublinie, zm. 10 lutego 1887) – brytyjski arystokrata irlandzkiego pochodzenia, syn Augustusa FitzGeralda, 3. księcia Leinster i Charlotte Stanhope, córki 3. hrabiego Harrington.
Od urodzenia nosił tytuł markiza Kildare. Tytuł księcia Leinster i przysługujące mu miejsce w Izbie Lordów odziedziczył po śmierci swojego ojca w 1874 r.
13 października 1847 w Trentham, poślubił lady Caroline Leveson-Gower (15 kwietnia 1827 – 13 maja 1887), córkę George’a Sutherland-Leveson-Gowera, 2. księcia Sutherland i lady Harriet Howard, córki 6. hrabiego Carlisle. Charles i Caroline mieli razem ośmiu synów i siedem córek:
- Geraldine FitzGerald (ok. 1848 – 15 listopada 1867)
- Mabel FitzGerald (ok. 1849 – 13 września 1850)
- Gerald FitzGerald (16 sierpnia 1851 – 1 grudnia 1893), 5. książę Leinster
- Maurice FitzGerald (16 grudnia 1852 – 24 kwietnia 1901), ożenił się z lady Adelaide Forbes, miał dzieci
- Alice FitzGerald (1853 – 16 grudnia 1941)
- Eva FitzGerald (1855 – 13 lutego 1931)
- Mabel FitzGerald (1855 – 8 grudnia 1939)
- major Frederick FitzGerald (18 stycznia 1857 – 8 marca 1924), członek Królewskiego Korpusu Strzeleckiego, walczył w Sudanie podczas powstania Mahdiego
- kapitan Walter FitzGerald (22 stycznia 1858 – 31 lipca 1923), członek Królewskiego Korpusu Strzeleckiego, walczył w Sudanie podczas powstania Mahdiego, honorowy sekretarz Towarzystwa Archeologicznego Hrabstwa Kildare
- Charles FitzGerald (20 sierpnia 1859 – 28 czerwca 1928), ożenił się z Alice Claudius, miał dzieci
- George FitzGerald (16 lutego 1862 – 23 lutego 1924), prywatny sekretarz gubernatora Jamajki
- Henry FitzGerald (9 sierpnia 1863 – 31 maja 1955), ożenił się z Inez Boteler, miał dzieci
- Nesta FitzGerald (1865 – 7 grudnia 1944)
- Margaret FitzGerald (ok. 1866 – 26 października 1867)
- Robert FitzGerald (ur. i zm. 23 grudnia 1868)